# Irgendwo auf der Welt (piosenka)
Irgendwo auf der Welt – niemiecka piosenka skomponowana przez Wernera R. Heymanna do filmu Jasnowłosy sen z 1932, gdzie śpiewała ją Lilian Harvey. Wykonywana także  przez zespół Comedian Harmonists i  przez Ninę Hagen na płycie Irgendwo auf der Welt (album Niny Hagen). Autorami tekstu byli Robert Gilbert i współscenarzysta filmu (z Billy Wilderem) Walter Reisch. Druga piosenka z tego filmu to Wir zahlen keine Miete mehr, wir sind im Grünen zuhaus (Lilian Harvey i Willy Forst), stała się także polityczną, z tekstem zaadaptowanym przez więźniów obozu koncentracyjnego Lichtenburg.